# Staryna (rejon mohylewski)
Staryna (biał. Старына; ros. Старина) – wieś na Białorusi, w obwodzie mohylewskim, w rejonie mohylewskim, w sielsowiecie Zawadskaja Słabada.